# Tunel Červená skála
Tunel Červená skála je železniční tunel na katastrálním území Děčín IV - Podmokly na železniční trati Děčín – Drážďany mezi stanicí Děčín hlavní nádraží a zastávkou Děčín-Přípeř v km 1,566 – 1,715.

## Historie
Železniční trať byla uvedena do provozu v roce 1851 a na počátku osmdesátých let 20. století byla elektrizována. Tunel byl proražen v letech 1847–1849 a sanován v osmdesátých letech 20. století. Název tunelu je odvozen od skalního útvaru Červená skála, jímž je proražen. Červená skála je součástí Červeného vrchu. Výstavby se zúčastnila firma Františky Ržihy (1831–1897).

## Popis
Tunel byl budován v pískovcové skále odstřelem a odřezáním. Zděné portály jsou zdobeny novogotickým cimbuřím. Je dlouhý 149,74 metrů, má dvě koleje a byl dokončen v roce 1849. Osová vzdálenost kolejí je 3570 mm, což nevyhovuje požadavkům pro moderní tunel. V rámci modernizace I. tranzitního koridoru byl spolu s tunelem Ovčí stěna vyňat z programu modernizace.

## Galerie

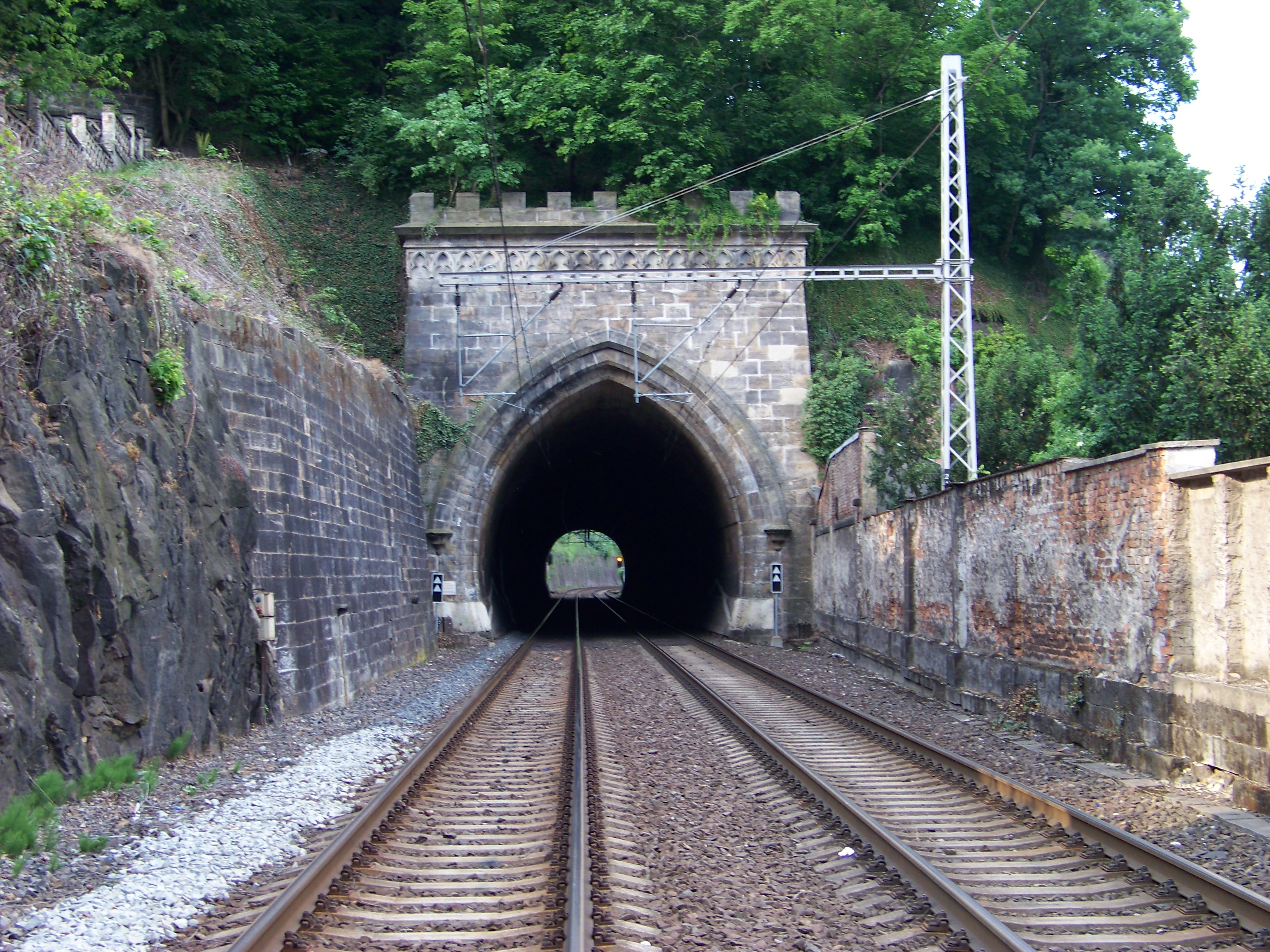
Severní portál
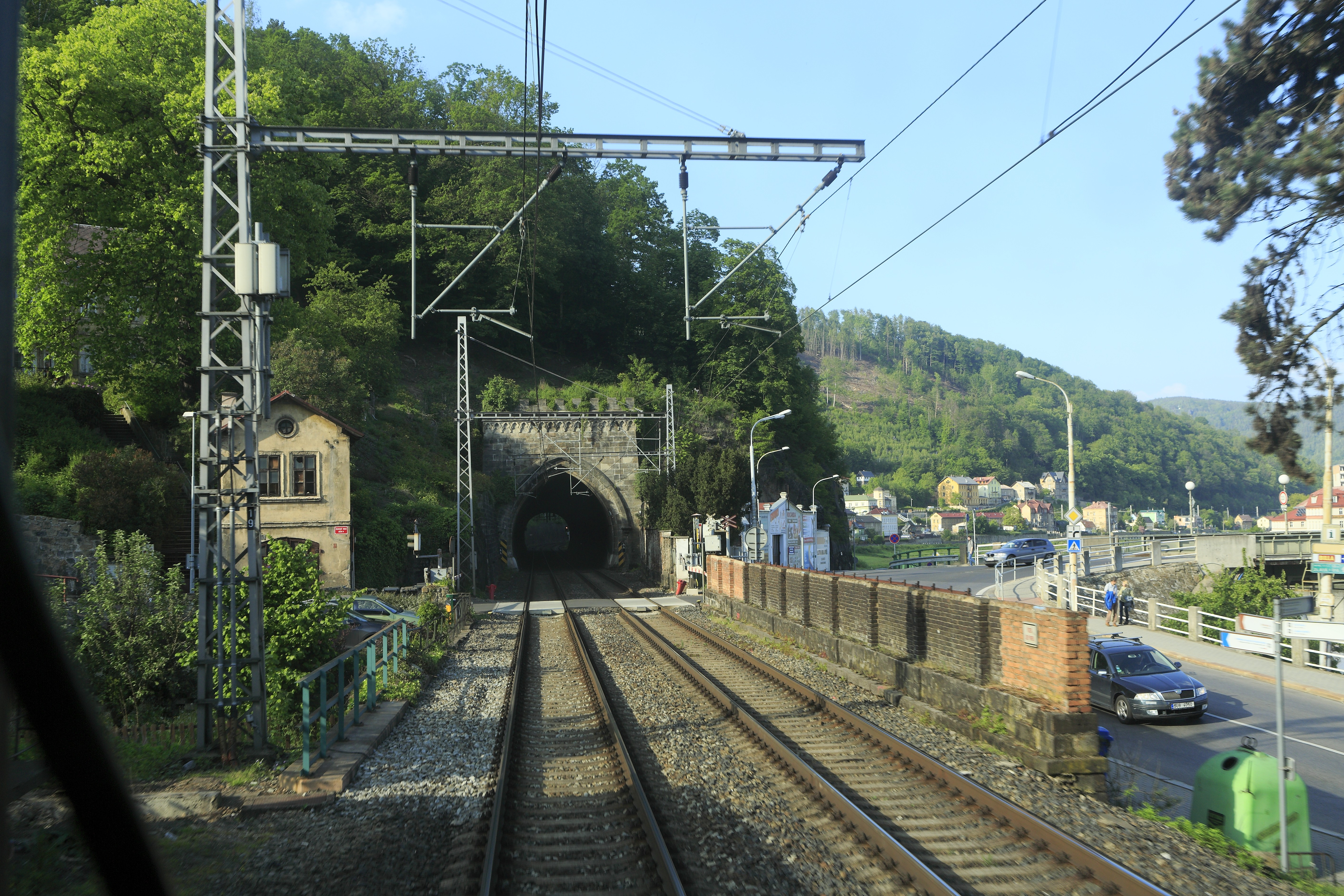
Jižní portál
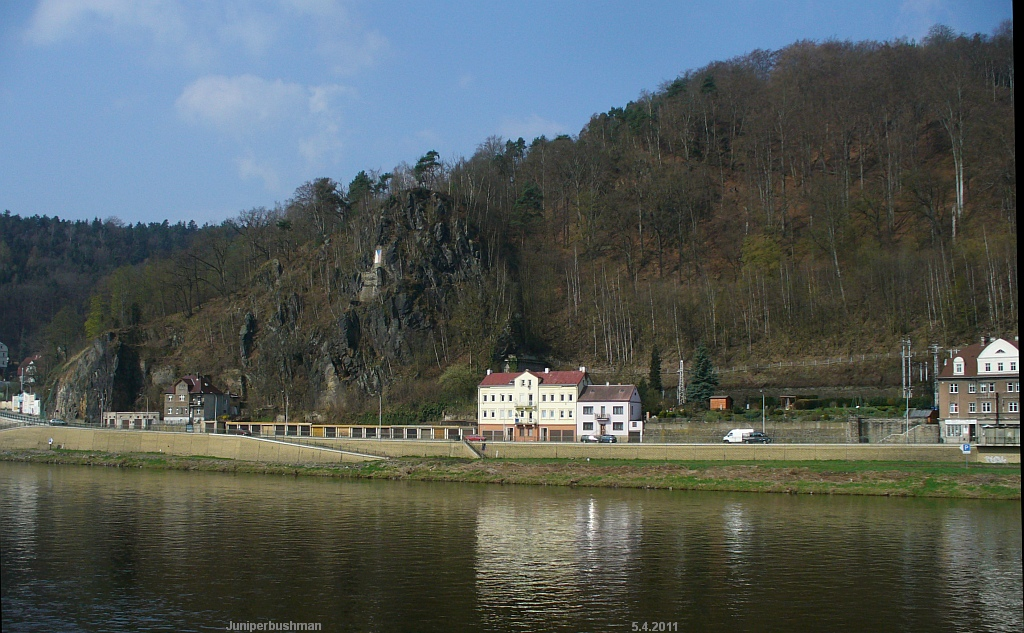
Červená skála